# キングストン (ペンシルベニア州)
キングストン（英: Kingston）は、アメリカ合衆国ペンシルベニア州のルザーン郡にある町（ボロ）。人口は1万3349人（2020年）サスケハナ川の対岸には郡庁所在地のウィルクスバリがある。

## 歴史
キングストンはロードアイランド州キングストンから名前が採られた。1857年にボロとして法人化された。その後ホームルール憲章を採択し、1976年1月に有効となった。
キングストンはアメリカの教育における画期的な開拓者として豊富な歴史がある。1775年、その前の1773年に学校が出来ていた場所に新しい学校が建てられた。これがペンシルベニア州では最初の公立学校だと言われている。キングストンにはワイオミング神学校のアッパースクール・キャンパスがあり、1844年に創設された権威あるカレッジ準備学校である。この学校は初年度に男子17人、女子14人の合計31人の生徒を集めて設立された。今日のワイオミング神学校の歴史あるキャンパスには、約450人の生徒がおり、またフォーティフォートにあるローワースクールには幼稚園前から8年生までの児童生徒が入学している。
1972年6月、キングストンはハリケーン・アグネスに由来する洪水の被害を受けた。このハリケーンは当時としてアメリカ史の中で最も甚大な自然災害をもたらしたものであり、キングストンと隣接するウィルクスバリに大災害を起こし、ペンシルベニア州は緊急事態となった。この自然災害で全国的な注目を集め、当時のリチャード・ニクソン大統領が町を訪れた。ニクソンはワイオミング神学校の卒業生で保健教育福祉省の次官だったフランク・カールッチを、洪水からの復興を監督する責任者にした。

## 地理
キングストンは北緯41度16分 西経75度53分 / 北緯41.267度 西経75.883度 (41.2665, -75.8895)に位置している。
アメリカ合衆国国勢調査局に拠れば、領域全面積は2.2平方マイル (5.7 km2) であり、このうち陸地2.1平方マイル (5.5 km2)、水域は0.08平方マイル (0.2 km2)で水域率は3.61%である。ウィルクスバリ市とカービー公園とはサスケハナ川で隔てられている。アメリカ国道11号線とペンシルベニア州道309号線がバックマウンテン地域からクロスバレー・イクスプレスウェイとなって州間高速道路81号線と市の東にある州道115号線に至る。マーケット通りとピアース通りが橋によってキングストンと町の中心を結んでいる。

## 人口動態
以下は2000年国勢調査による人口統計データである。
| 基礎データ - 人口: 13,855 人 - 世帯数: 6,065 世帯 - 家族数: 3,372 家族 - 人口密度: 2,499.7人/km2（6,461.6 人/mi2） - 住居数: 6,555 軒 - 住居密度: 1,182.7軒/km2（3,057.1 軒/mi2） 人種別人口構成 - 白人: 96.84% - アフリカン・アメリカン: 0.77% - ネイティブ・アメリカン: 0.07% - アジア人: 1.53% - 太平洋諸島系: 0.01% - その他の人種: 0.29% - 混血: 0.50% - ヒスパニック・ラテン系: 0.80% 年齢別人口構成 - 18歳未満: 19.7% - 18-24歳: 7.5% - 25-44歳: 25.6% - 45-64歳: 22.8% - 65歳以上: 24.4% - 年齢の中央値: 43歳 - 性比（女性100人あたり男性の人口） - 総人口: 83.9 - 18歳以上: 78.9 | 世帯と家族（対世帯数） - 18歳未満の子供がいる: 23.1% - 結婚・同居している夫婦: 40.7% - 未婚・離婚・死別女性が世帯主: 11.3% - 非家族世帯: 44.4% - 単身世帯: 40.1% - 65歳以上の老人1人暮らし: 20.5% - 平均構成人数 - 世帯: 2.16人 - 家族: 2.94人 収入と家計 - 収入の中央値 - 世帯: 33,611米ドル - 家族: 45,578米ドル - 性別 - 男性: 34,069米ドル - 女性: 24,482米ドル - 人口1人あたり収入: 20,568米ドル - 貧困線以下 - 対人口: 11.3% - 対家族数: 8.2% - 18歳未満: 11.7% - 65歳以上: 10.3% |

## 芸術と文化

### アメリカ合衆国国家歴史登録財
ワイオミング神学校キャンパスにあるフレック・ホールに加えて、キングストン武器庫、マーケット通り橋がアメリカ合衆国国家歴史登録財に指定されている。キングストンには、歴史あるホイト図書館もある。これはサミュエル・ホイトの住宅であったものが、その息子のフランク・ウェストン・ホイトから公共図書館のためにキングストン・ボロに寄贈されたものである。ボロ行政委員会の資金的な支援もあって、1928年1月1日に開館した。

### 映画やテレビの中で
ジュリアン・ムーアが主演した2013年の映画『The English Teacher』はキングストンが舞台だが、撮影は他所で行われた。ウィルクス大学などワイオミング・バレーに関する言及がなされている。

## 地方政府
キングストンはホームルール憲章の下に運営されている。立法機能は7人の委員で構成される委員会に与えられている。委員に対する給与は月300ドルである。行政権限は首長に与えられている。首長の給与は年間8,000ドルである。キングストンの憲章では常勤の管理官を必要としている。
州議会のレベルでは下院第120選挙区に属し、上院は第20選挙区に属している。アメリカ合衆国下院ではペンシルベニア州第11選挙区に属している。
2012年6月時点でキングストンの有権派の54%が民主党を支持していた。1990年代は60%が共和党を支持していたものが、逆転して来た。

## 著名な出身者
- エディ・アダムス、歌手、女優、コメディエンヌ、出演映画は『おかしなおかしなおかしな世界』や『アパートの鍵貸します、コメディアンのアーニー・コヴァックスと共に映画界に入り、結婚した。1960年代にはミュリエル・シガーのテレビコマーシャルに出て、「私を拾って暫く喫ってみない？」という幾分際どいセリフを言っていた